# Kropswolde (stacja kolejowa)
Stacja kolejowa Kropswolde leży między wsiami  Kropswolde i Foxhol, w Holandii, w prowincji Groningen, w gminie Hoogezand-Sappemeer. Została oddana do eksploatacji 1 maja 1868. Budynek powstał w 1915 i jest zabytkiem.